# Rita Angus
Pour les articles homonymes, voir Angus.
Rita Angus (12 mars 1908 – 25 janvier 1970), connue comme Rita McKenzie après 1941, est une peintre et graveuse néo-zélandaise. Avec Colin McCahon et Toss Woollaston, elle est considérée comme une des figures les plus importantes de l'art néo-zélandais (en) du XXe siècle. Elle s'est principalement consacrée à la peinture à l'huile et à l'aquarelle et est connue pour ses portraits et ses paysages.

## Biographie
Henrietta Catherine Angus est née le 12 mars 1908 à Hastings ; elle est l'aînée des sept enfants de William McKenzie Angus et Ethel Violet Crabtree. En 1921, sa famille a déménagé à Palmerston North, où elle est entrée à la Palmerston North Girls' High School (en) (1922-26). En 1927, elle a commencé à étudier à l'Ilam School of Fine Arts de l'Université de Canterbury. Elle n'a pas terminé son cursus mais a continué ses études jusqu'en 1933, découvrant notamment les arts du moyen-êge et de la renaissance et suivant une formation classique en peinture de figures, nature morte et paysage.
Le 13 juin 1930, elle a épousé un autre artiste, Alfred Cook : ils se sont séparés en 1934 pour incompatibilité de caractère et ont divorcé en 1939. Angus a signé beaucoup de ses peintures sous le nom de « Rita Cook » entre 1930 et 1946, mais après avoir découvert en 1941 qu'Alfred Cook s'était remarié elle a changé son nom par deed poll pour « McKenzie », celui de son grand-père maternel. Certaines de ses peintures sont donc aussi signées « R. Mackenzie » ou « R. McKenzie » ; la majorité est signée « Rita Angus ».
Angus a vécu principalement à Christchurch dans les années 1930 et 1940. À la fin des années 1940, elle a souffert de problèmes mentaux et elle a été internée au Sunnyside Hospital en 1949. En 1950, elle a déménagé à Waikanae pour sa convalescence, et après quelques voyages dans le reste du pays elle s'est installée à Wellington en 1955.
La santé d'Angus s'est rapidement dégradée à partir de décembre 1969. Elle est morte d'un cancer de l'ovaire le 25 janvier 1970 à l'hôpital de Wellington, à 61 ans.

## Œuvre
Angus a notamment été influencée par l'art byzantin et le cubisme, ainsi que par le mont Taranaki/Egmont de 1931 de l'anglais Christopher Perkins (en), une réponse à la lumière caractéristique de Nouvelle-Zélande. Elle a réalisé ses paysages à un moment où se posait la question d'un style néo-zélandais distinct, problématique moins importante pour elle que la création de son style personnel. Ses tableaux sont clairs, ses motifs nets et bien définis. Dans les années 1930 et 1940, elle a peint des scènes de la région de Canterbury et d'Otago. Un des plus célèbres est Cass (1936), où elle a représenté la nudité des montagnes et la gare de Cass par des formes simples et principalement des aplats de couleurs franches dans un style rappelant les affiches. Cass a été choisi comme le tableau la plus aimé de Nouvelle-Zélande lors d'un sondage télévisé de 2006.
Pendant un moment, Angus a vécu près de chez le peintre Leo Vernon Bensemann (en). Leurs appartements mitoyens sont devenus une sorte de centre de la scène artistique locale, et ils se seraient aiguillonnés l'un l'autre. Certains considèrent que c'est à cette époque qu'Angus a produit ses meilleures œuvres, dont de nombreux portraits.
Les convictions pacifistes d'Angus sont visibles dans ses œuvres des années 1940. Elle a déclaré : « En tant qu'artiste, mon travail est de créer la vie, pas de la détruire ». Elle a réalisé trois tableaux de déesses symbolisant la paix ; « Rutu » est la plus connue.
À partir de 1955 et son installation à Wellington, ses paysages se sont concentrés sur cette ville et la région de Hawke's Bay, où elle se rendait régulièrement. Boats, Island Bay est un de ces tableaux typiques.
Angus a peint un grand nombre de portraits, notamment « Head of a Maori Boy » (1938) et « Portrait (Betty Curnow) » (1942). Elle était capable de capter la personnalité de ses sujets, au-delà de la simple représentation. Elle a aussi réalisé 55 autoportraits.
Angus a consacré une bonne partie de 1960 à la peinture d'une fresque à la Napier Girls' High School (en). Cette fresque commémore la mort d'élèves lors du séisme de 1931.

## Expositions
- 1930 : Canterbury Society of Arts
- 1932 : The Group
- 1940 : Cass exposé à la National Centennial Exhibition of New Zealand Art
- 1957 : première exposition personnelle, au Wellington Art Centre gallery (suivie par d'autres expositions personnelles en 1961, 1963, 1964, 1967)[11]
- 1965 : Commonwealth Institute, London (Contemporary Painting in New Zealand)[11]
- 1969 : Smithsonian Institution, Washington, DC, (New Zealand Modern Art)[11]
- 5 juillet 2008 : grande rétrospective au Musée de la Nouvelle-Zélande, puis dans d'autres centres en Nouvelle-Zélande. Cette exposition Rita Angus: Life and Vision célèbre le centenaire de sa naissance et présente des œuvres célèbres ou encore inconnues du public.